# Suzuki GS750 (D,E,G,GL,L,S,T)
La Suzuki GS750 junto con sus variaciones D,E,G, GL,L,S y T es una serie de motocicletas de tipo estándar de tamaño medio pertenecientes a la serie GS de motocicletas.

## Historia[1]
Presentada en octubre de 1976, la GS750 fue la primera motocicleta de 4 tiempos diseñada por Suzuki, después de 22 años de fabricar solamente motocicletas con motores de 2 tiempos. La Colleda de 90cc COX fue la primera, pero el modelo fue descontinuado muy pronto después de su lanzamiento en 1954, cuando Suzuki se concentró en desarrollar grandes motores de 2 tiempos.
Aunque Suzuki era conocida como la especialista en motores de dos tiempos , y por años dejó que las otras compañías la aventajaran en los complicados y a veces no tan confiables motores de 2 tiempos. Entonces en los finales de los 1960s Honda presentó su CB750 siendo un éxito de inmediato. La respuesta de Suzuki, fue en la forma de grandes motores de 2 tiempos en la familia de motocicletas T y posteriormente con la familia GT que fueron grandes motocicletas a principios de los 1970s pero fueron pronto vueltas obsoletas, cuando incluso la RE5 con motor rotativo fue un fracaso, ese fue un tiempo para que Suzuki se replanteara su estrategia. Nueva reglamentación en contra de las altas contaminaciones empezaron a entrar en vigor en los EE. UU., destruyendo los planes de Suzuki de motores de 2 tiempos incluso más poderosos, por lo que Suzuki tuvo que empezar a trabajar con los motores de 4 tiempos.
Tres motocicletas con motor de 4 tiempos fueron introducidas a fines de 1976: la GS750, GS550 y la GS400. Las 3 tenían una apariencia y especificaciones muy similares. Todas menos la GS400 que tenía un motor transversal de 2 cilindros en línea, caja de 6 velocidades y freno trasero de tambor. Las versiones de 550cc y 750cc tenían caja de 5 velocidades y frenos de disco adelante y atrás. Todos los modelos GS tenían 2 válvulas por cilindro, doble árbol de levas en la cabeza, bastidor de doble cuna, horquilla telescópica, suspensión trasera de horquilla pivoteada, medidores de combustible, velocidad engranada y arranque eléctrico.
Suzuki comenzó el diseño de su motor de 4 tiempos alrededor de 1972 (algunas fuentes dicen que en 1973) y enormes sumas de dinero fueron invertidas para diseñar unos poderosos y confiables motores. Los ingenieros e Suzuki lograron unos motores poderosos, confiables y hermosos.

## Suzuki GS750 1976—1978
Al principio la GS750 tenía un disco de freno al frente y rines de alambre, pero en enero de 1977 tenía freno de doble disco al frente. Desde el principio el modelo tenía caja de 5 velocidades, arranque eléctrico y sistema de 12 volts con bobina de encendido estándar. (El sistema de ignición CDI no fue introducido en la GS750 hasta los modelos de 16 válvulas 2 años después). La suspensión frontal era una horquilla telescópica convencional de resorte y amortiguador de aceite y la trasera de brazo autoajustable con amortiguador de aceite. El brazo tenía baleros en lugar de bujes, para una mayor durabilidad.
Con el motor GSX750 con diámetro de pistones de 65.0 mm y recorrido de 56.4 mm que entregaba de 63 a 72 CV dependiendo la nación a donde era exportada la moto. Aún las versiones restringidas (para Alemania occidental, etc.) tenían la suficiente potencia para alcanzar los 200 km/h, haciendo de la motocicleta GS750 la más veloz de las motocicletas japonesas en 1976.

## Suzuki GS750E 1978—1980
La GS750E (el nombre correcto para el modelo de 1978 era GS750EC) con rines vaciados en forma de estrella fue introducida en febrero de 1978. Las diferencias más obvias fueron los rines, y otras pequeñas diferencias.

## Suzuki GS750L 1979-1980
Suzuki introdujo una moto con estilo crucero llamada GS750L en 1979. Tenía las mismas especificaciones que la GS750E pero con manillar alto, asiento de 2 niveles, horquilla delantera de mayor avance, tanque de combustible más pequeño (13 l/ 3.4 USgal) y escapes cortos. Sorry, no pictures available for the moment. See the 1981 GS750GL picture further down on this page. El modelo se vendió hasta 1980 y fue descontinuado con la presentación del modelo con motor de 16 válvulas GSX750L.

## Suzuki GS750G 1980—1981
La GS750G se vendió solo en Japón donde estaban prohibidos los motores para motocicleta con un desplazamiento mayor a 750cc. Básicamente la GS750G era una GS850G con un motor de 748 cc y diferente manillar ambos modelos eran unas motocicletas de turismo deportivas con transmisión final a eje. La GS750G fue presentada en diciembre de 1979.

## Suzuki GS750GL 1981
La GS750GL fue otro modelo que solo se comercializó en Japón. Tenía gran influencia de los modelos chopper, pero mecánicamente se parecía mucho al modelo GS750G. El modelo fue introducido en mayo de 1981.